# Le Courrier des Yvelines
 (mai 2023).
Si vous disposez d'ouvrages ou d'articles de référence ou si vous connaissez des sites web de qualité traitant du thème abordé ici, merci de compléter l'article en donnant les références utiles à sa vérifiabilité et en les liant à la section « Notes et références ».
Le Courrier des Yvelines est un journal hebdomadaire régional français diffusé le mercredi dans les Yvelines.
Il est détenu par le groupe Publihebdos, une filiale du groupe Sipa - Ouest-France.

## Historique
Crée en 1945 sous le nom Le Courrier Républicain, le journal est nommé Le Courrier des Yvelines en 1979.

## Organisation

### Siège
Le siège actuel du Courrier des Yvelines est situé au 4, bis avenue de Sceaux à Versailles, dans le département des Yvelines, en région Île-de-France.